# Овідіо Ребауді
Овідіо Ребауді (ісп. Ovidio Rebaudi Balestra, 31 травня 1860, Асунсьйон — 17 січня 1931, Буенос-Айрес) — парагвайський хімік, письменник, поет і вчений.
У дитинстві він поїхав до Італії, щоб навчатися разом зі своїми двома братами в Королівському коледжі Карлоса Альберто, а в 1876 році почав вивчати хімію в Пізанському університеті. 1882 року перебрався до Буенос-Айреса, де до 1905 року вивчав хімію в Університеті. Одночасно працював хіміком і фармацевтом на різних посадах. 1898 року став професором Національного університету Ла-Плати. 1907 року повернувся до Парагваю, де викладав в Національному університеті Асунсьйона, а також деякий час був його ректором. 1914 року через погрішення здоров'я знову переїхав до Буенос-Айреса.
Овідіо Ребауді провів багато досліджень хімічного складу замінника цукру — стевії медової (Stevia rebaudiana).